# 帯広ジャンクション

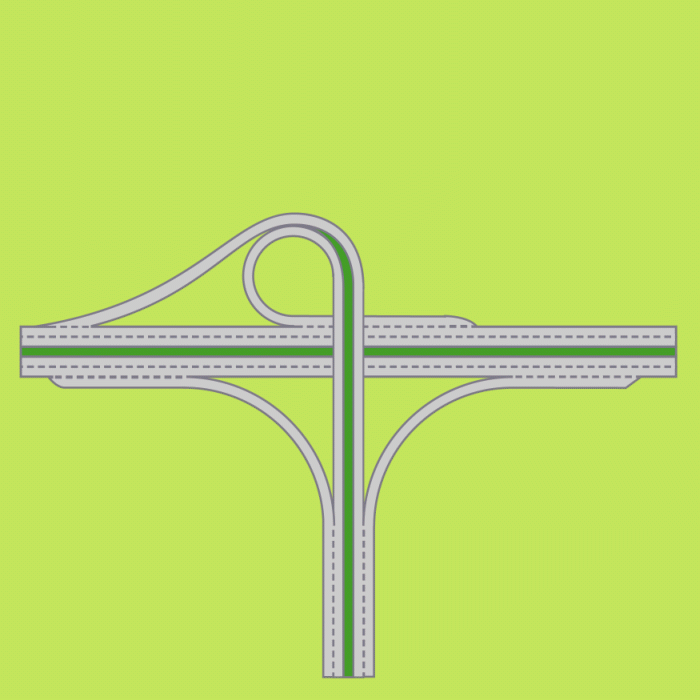
ランプ形状はトランペット型である

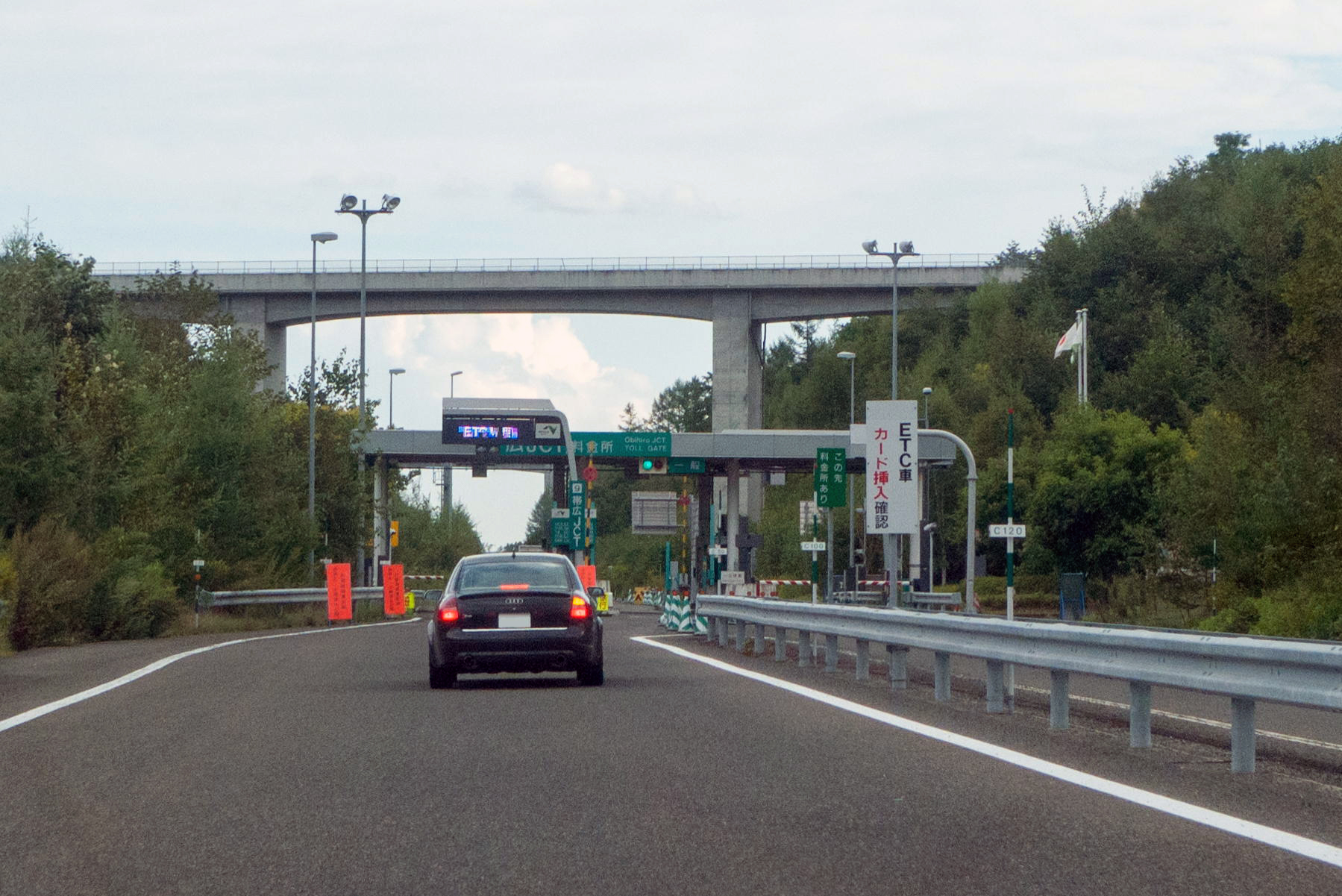
帯広JCT料金所

帯広ジャンクション（おびひろジャンクション）は、北海道河西郡芽室町西士狩にある道東自動車道と帯広広尾自動車道を結ぶジャンクション (JCT)。
ランプ形状はトランペット型である。帯広広尾道上に本線料金所の帯広JCT料金所を併設しており、料金所より先は国土交通省北海道開発局の管轄区間（通行無料）となる。

## 歴史
- 1995年（平成7年）10月30日：道東自動車道初の供用区間として、十勝清水IC - 池田IC間が開通。
- 2003年（平成15年）3月15日：帯広広尾自動車道初の区間として、帯広JCT - 帯広川西IC間（帯広川西道路）が開通[1]。
- 2009年（平成21年）10月22日：料金所でETCレーンの運用開始[2]。

## 接続する道路
- E38 道東自動車道（北海道横断自動車道）
- E60 帯広広尾自動車道（一般国道自動車専用道路 (B)）

## 隣
E38 道東自動車道
(8) 芽室IC - (9) 帯広JCT - (10) 音更帯広IC
E60 帯広広尾自動車道（帯広川西道路）
(9) 帯広JCT/TB - (1) 芽室帯広IC